# Dixon Arroyo
Dixon Jair Arroyo Espinoza (Guayaquil, 1992. június 1. –) ecuadori válogatott labdarúgó, a Barcelona SC középpályása.

## Pályafutása

### Klubcsapatokban
Arroyo az ecuadori Guayaquil városában született. Az ifjúsági pályafutását a Rocafuerte, a Barcelona SC, a Norte América és a Chacarita csapatában kezdte, majd a Quito akadémiájánál folytatta.
2010-ben mutatkozott be a Chacarita felnőtt keretében. A 2010-es szezonban a Quitónál szerepelt kölcsönben. A lehetőséggel élve, 2011-ben a Quitóhoz igazolt. 2013-ban az első osztályban szereplő LDU Loja, majd a Independiente del Valle szerződtette. 2018-ban az Emelechez csatlakozott. 2023. április 13-án egyéves szerződést kötött az észak-amerikai első osztályban érdekelt Inter Miami együttesével. Először a 2023. április 23-ai, Houston Dynamo ellen 1–0-ra elvesztett mérkőzésen lépett pályára. Első gólját 2023. május 18-án, a Nashville ellen idegenben 2–1-es vereséggel zárult találkozón szerezte meg. 2024. január 17-én a Barcelona SC szerződtette.

### A válogatottban
Arroyo az U20-as korosztályú válogatottakban is képviselte Ecuadort.
2021-ben debütált a felnőtt válogatottban. Először a 2021. március 29-ei, Bolívia ellen 2–1-re megnyert barátságos mérkőzésen lépett pályára.

## Statisztikák
2024. augusztus 4. szerint
| Klub        | Szezon   | Osztály  | Bajnokság | Bajnokság | Kupa  | Kupa | Nemzetközi | Nemzetközi | Összesen | Összesen |
| Klub        | Szezon   | Osztály  | Meccs     | Gól       | Meccs | Gól  | Meccs      | Gól        | Meccs    | Gól      |
| ----------- | -------- | -------- | --------- | --------- | ----- | ---- | ---------- | ---------- | -------- | -------- |
| Inter Miami | 2023     | MLS      | 24        | 1         | 4     | 0    | 7          | 0          | 35       | 1        |
| Összesen    | Összesen | Összesen | 24        | 1         | 4     | 0    | 7          | 0          | 35       | 1        |

### A válogatottban
| Válogatott | Év       | Pályára lépés | Gól |
| ---------- | -------- | ------------- | --- |
| Ecuador    | 2021     | 1             | 0   |
| Ecuador    | 2022     | 1             | 0   |
| Összesen   | Összesen | 2             | 0   |

## Sikerei, díjai
Inter Miami
- Leagues Cup
  - Győztes (1): 2023